# Volkswagen Beetle (2011)
Volkswagen Beetle este un vehicul comercializat de producătorul german de automobile Volkswagen.